# Kombinieren von Empfangssignalen
In der Nachrichtentechnik kann vorhandene Empfangsdiversität (zum Beispiel Antennendiversität) durch das Kombinieren der Signale von den einzelnen Empfängerzweigen für einen Diversitätsgewinn ausgenutzt werden.
Dazu ist nach Brennan eine Reihe unterschiedlich komplexer Verfahren bekannt:
Konstruktives Kombinieren (Constructive Combining)führt die verfügbaren Signale von mehreren Empfangseinheiten zu einem Gesamtsignal zusammen. Die Einzelsignale werden dazu vorher in dieselbe Phasenlage gebracht.
Equal gain combiningaddiert die verfügbaren Signale einfach.
Maximal-ratio combining oder maximum-ratio combiningkombiniert die Signalströme nach ihrem Signal-Rausch-Verhältnis gewichtet, wodurch quasi eine Verstärkung des Nutzsignales zum maximal möglichen Signal-Rausch-Abstand erreicht wird. Der Gewichtungsfaktor des Einzelsignales ist proportional zu seinem Signal-Rausch-Abstand.
Switched/Scanning combiningBei sinkender Signalstärke unter einen bestimmten Schwellwert wird ein besserer Übertragungskanal ausgewählt.
Auslese (Selection Combining)Die Stärke aller Eingangssignale wird fortwährend verglichen und zu jedem Zeitpunkt das jeweils stärkste Signal herangezogen.
Timing CombiningZum Zusammenführen von parallel redundant übertragenen, längeren Signalsequenzen, wie bspw. Datenpaketen, wurde 2012 das Prinzip des „Timing Combining“ definiert. Ein „Timing Combiner“ leitet das erste vollständig empfangene Datenpaket sofort zur Verarbeitung weiter und verwirft die über die redundanten Pfade später ankommenden Paketkopien. Dadurch „gewinnt“ immer der schnellste Kanal, und es kann nicht nur eine erhebliche Verbesserung in Bezug auf Paketverlust, sondern vor allem des Zeitverhaltens bei drahtloser Datenübertragung erreicht werden.